# Tylorida mornensis
Tylorida mornensis là một loài nhện trong họ Tetragnathidae.
Loài này thuộc chi Tylorida. Tylorida mornensis được miêu tả năm 1978 bởi Benoit.